# Mechow
Mechow er en kommune i det nordlige Tyskland, beliggende i Amt Lauenburgische Seen under Kreis Herzogtum Lauenburg. Kreis Herzogtum Lauenburg ligger i delstaten Slesvig-Holsten.

## Geografi
Mechow ligger godt to kilometer nordøst for Ratzeburg, mellem Ratzeburger See og Mechower See. Lige øst for byen ligger det 111 hektar store naturschutzgebiet Mechower Seeufer und angrenzende Flächen.